# 8435 Anser
8435 Anser este un asteroid din centura principală de asteroizi.

## Descriere
8435 Anser este un asteroid din centura principală de asteroizi. A fost descoperit pe 26 septembrie 1960 la Observatorul Palomar de Cornelis Johannes van Houten, Ingrid van Houten-Groeneveld și Tom Gehrels. Asteroidul prezintă o orbită caracterizată de o semiaxă mare de 2,22 ua, o excentricitate de 0,17 și o înclinație de 4,8° în raport cu ecliptica.